# 翟酺
翟酺（?—?），字子超，廣漢雒人，東漢人。
好《老子》之學，尤善長圖緯、天文、曆算。後來因為殺人，流亡长安，以算命為業，後來在涼州牧羊。遇赦还，征拜议郎，迁侍中。安帝时，补尚书。

## 延伸阅读
[在维基数据编辑]
 《後漢書/卷48》，出自范晔《後漢書》